# Миттельнкирхен
Миттельнкирхен (нем. Mittelnkirchen) — община в Германии, в земле Нижняя Саксония.
Входит в состав района Штаде. Подчиняется управлению Люэ. Население составляет 1013 человек (на 31 декабря 2010 года). Занимает площадь 7,02 км².